# 野中郁次郎
野中 郁次郎（のなか いくじろう, 1935年5月10日 - 2025年1月25日）は、日本の経営学者。一橋大学名誉教授、カリフォルニア大学バークレー校特別名誉教授、日本学士院会員。元組織学会会長。
知識経営の生みの親として知られる。
2002年に紫綬褒章受章。
2017年、カリフォルニア大学バークレー校ハース・ビジネススクールから同大学最高賞の生涯功績賞を史上5人目として授与された。

## 人物・経歴
東京都墨田区出身。父は職人。太平洋戦争中、疎開先の静岡県富士郡吉原町（現富士市吉原）でグラマンF6Fヘルキャットによる機銃掃射を受け九死に一生を得る。笑いながら機銃掃射を行う米兵の姿を見て復讐を誓った。兄と同じ東京都立第三商業高等学校に進学するが簿記や珠算に興味がわかず、卒業要件の簿記3級と珠算3級を得ることができず、卒業が危ぶまれる状況になったため、教員の計らいで商業コースから進学コースに移り、複数の私立大学仏文科、独文科、政治学科などを受験。その中で唯一受かった早稲田大学政治経済学部政治学科に進学した。大学に合格した時は、教員から「お前でも受かるのか。」と驚かれたという。父からは政治家になることを期待されたが、政治学にはほとんど興味が沸かず、大学の授業にはあまり出ず、政治サークルやESSでの活動に熱中した。
大学卒業後は、兄の友人が務めていた富士電機製造株式会社に入社。就職活動では朝日新聞社も受けていたが、補欠合格だったため、兄の友人の紹介で富士電機製造を受けたところ、たまたま論文試験で大学時代に唯一関心を持って学んだ事項が出たため合格したという。入社後は3年間の工場勤労担当を経て、幹部研修の企画、労働組合執行役員、幹部教育、マーケティング、財務、経営企画などを担当。また職場の同僚と結婚した。会社で様々な業務を担当する中、経営学の手法が全てアメリカから来ていることに気づき、アメリカ留学を決意。いくつか願書を出し, 1967年、最初に入学許可が出たカリフォルニア大学バークレー校経営大学院に進学。この際留学資金は知人が株投資に失敗して失ってしまったため、会社は退職ではなく休職扱いとしてもらえ、また人事部長からの50万円の借り入れや、友人からのカンパで資金を捻出したという。アメリカでは妻が働き生活を支え、経営学修士(MBA) 取得を経て, 1972年9月カリフォルニア大学バークレー校経営大学院博士課程を修了し、博士号を取得した。指導教員はフランセスコ・M・ニコシア。専攻はマーケティング及び社会学で、社会学の指導教員はニール・J. スメルサーとアーサー・スティンチコームだった。博士論文は日本で『組織と市場』として出版され日経・経済図書文化賞を受賞。のちにコンティンジェンシー理論に発展した。
大学院在学中から村松恒一郎南山大学経営学部長・一橋大学名誉教授の計らいで南山大学経営学部研究生や助手を務め、博士号取得後は南山大学で助教授、教授を務めた。1979年、富士電機製造時代に留学費用を貸付してくれた元人事部長から日本軍の研究を勧められて、京都大学時代の指導教官であった猪木正道防衛大学校学校長の自宅に訪れたところ、気に入られ、防衛大学校教授に就任する。当時は自衛隊に対するイメージが悪く、右翼と思われ次の就職がなくなるからやめておいた方がいいという周囲の反対を押し切っての就任だった。この日本軍研究の成果はのちに『失敗の本質』として出版され、大きな反響を呼んだ。
1982年、今井賢一一橋大学教授の紹介で、一橋大学商学部附属産業経営研究施設（現・同大学イノベーション研究センター）教授に就任。一橋大学産業経営研究施設に同じ年に採用されたマルクス経済学系の日本史学者米倉誠一郎助手と親しくなり、米倉助手をハーバード大学に留学させ経営史学者に転向させた。また沼上幹（のちに一橋大副学長）、網倉久永（のちに上智大学教授）などを指導。1983年竹内弘高ハーバード大学助教授を、一橋大学助教授として招き、ハーバード・ビジネス・スクール創立50周年カンファレンスのため今井教授、竹内助教授とともに日本企業の新製品開発プロセスの調査研究を開始。1986年に竹内弘高とで「新製品開発のプロセス」について日本とNASAといったアメリカとの比較を行った研究論文「The New New Product Development Game」が『ハーバード・ビジネス・レビュー』に掲載され「ナレッジマネジメント」の概念が広く知られるようになった。「The New New Product Development Game」で日本の組織における手法として紹介された「Scrum（スクラム）」は1990年代になってアジャイルソフトウェア開発のスクラム (ソフトウェア開発)として発表され、広く普及することになった。
1997年から5年間、小林陽太郎富士ゼロックス元社長がカリフォルニア大学バークレー校ハース・ビジネススクールに知識学寄附講座を開設した際、特別名誉教授に就任した。2004年、「講書始の儀」進講者。エーザイ取締役・指名委員会委員長、富士通取締役、元雪印乳業監査役（2002年まで）等を歴任。2006年、事業創造大学院大学非常勤教員就任。2010年、富士通総研理事長就任。同年瑞宝中綬章を受章した。
2025年1月25日、肺炎のため、東京都内の自宅で死去した。89歳没。死没日付をもって正四位に叙された。

### 略歴
- 1958年3月 早稲田大学第一政治経済学部政治学科卒業
- 1958年4月 富士電機製造株式会社入社
- 1967年3月 カリフォルニア大学バークレー校経営大学院修士課程修了、MBA(経営学修士)
- 1972年9月 カリフォルニア大学バークレー校経営大学院マーケティング及び社会学専攻博士課程修了、Ph.D.（経営学博士）
- 1971年4月 南山大学経営学部講師
- 1974年4月 南山大学経営学部助教授
- 1978年4月 南山大学経営学部教授
- 1979年1月 同大学退職、防衛大学校社会科学教室教授
- 1982年4月 同大学校退職、一橋大学商学部附属産業経営研究施設（現・同大学イノベーション研究センター）教授
- 1987年10月 一橋大学商学部附属産業経営研究施設長
- 1991年4月 科学技術庁科学技術政策研究所第一研究グループ総括主任研究官
- 1995年2月 北陸先端科学技術大学院大学教授
- 1996年10月 組織学会会長
- 1997年4月 北陸先端科学技術大学院大学知識科学研究科初代研究科長
- 1997年5月 カリフォルニア大学バークレー校ハース・ビジネススクールゼロックス知識学特別名誉教授
- 1998年3月 ルーヴァン・カトリック大学政治経済社会学名誉博士
- 1998年6月 ザンクトガレン大学経済科学名誉博士
- 2000年3月 北陸先端科学技術大学院大学退職
- 2000年4月 一橋大学大学院国際企業戦略研究科教授
- 2004年6月 富士通株式会社取締役
- 2005年6月 エーザイ株式会社取締役
- 2006年4月 一橋大学大学院国際企業戦略研究科特任教授
- 2006年 事業創造大学院大学非常勤教員就任
- 2007年 クレアモント大学大学院ドラッカー・スクール名誉スカラー
- 2007年6月 三井物産株式会社取締役
- 2007年7月1日 非営利教育法人日米経営科学研究所（JAIMS）第6代所長（富士通）
- 2008年4月 公益財団法人日本生産性本部 経営アカデミー 名誉学長
- 2008年5月22日 株式会社セブン&アイ・ホールディングス取締役
- 2010年4月 富士通総研理事長
- 2011年9月 福島原発事故独立検証委員会有識者委員
- 2012年4月 早稲田大学特命教授
- 2013年4月 立命館アジア太平洋大学国際経営学部 客員教授[18]、早稲田大学名誉博士[19]
- 2015年3月 中央大学ビジネススクールフェロー
- 2015年12月 日本学士院会員選定[20]
- 2017年11月 カリフォルニア大学バークレー校ハース・ビジネススクールから同大学最高賞の生涯功績賞（Lifetime Achievement Award[21]）を史上5人目、学者としては初めて授与された[22]。
- 2020年7月 独立行政法人 中小企業基盤整備機構 中小企業大学校総長
- 2023年10月 ピーター・ドラッカー・ソサエティ・ヨーロッパ名誉フェロー[23]

## 学説
野中は、知識経営の生みの親として知られている。英語で出版された『知識創造企業』は多くの賞を受賞し、今日までに28,000件の引用がなされている。『ハーバード・ビジネス・レビュー』にもその論文は掲載された。これ以外にも、多くの著作が英語で出版されており、アメリカで知られる数少ない日本人経営学者であるほか、近年中国などでも知られる存在となっている。
野中は当時躍進目覚しい日本企業に注目し、その知識のマネジメントに注目した。彼によれば西洋は形式知、東洋は暗黙知重視の文化を持っており、日本企業が優れているのは組織の成員がもっている暗黙知と形式知をうまくダイナミックに連動させて経営するところにあるとする。合宿や飲み会などの「場」を通じての暗黙知の共有、暗黙知の形式知化を促すコンセプト設定などが例として挙げられる。この暗黙知と形式知のダイナミックな連動を理論化したものにSECIモデルがある。
企業以外の分野についても研究をおこなっている。

## 著作
- 『組織と市場』千倉書房（1974年、改訂新版2014年）
- 『知識創造の経営　日本企業のエピステモロジー』日本経済新聞社、1990年
- 『アメリカ海兵隊―非営利型組織の自己革新』中公新書、1995年
- 『ナレッジ・イネーブリング』東洋経済新報社（2001年）
- 『知識創造の方法論』東洋経済新報社（2003年）
- 『知的機動力の本質　アメリカ海兵隊の組織論的研究』中央公論新社、2017年／中公文庫、2023年
- 『本田宗一郎　夢を追い続けた知的バーバリアン』PHP研究所、2017年
- 『野中郁次郎ナレッジ・フォーラム講義録』東洋経済新報社、2018年

### 主な共著
- 『失敗の本質』（戸部良一、寺本義也、鎌田伸一、杉之尾孝生、村井友秀と）。ダイヤモンド社、1984年／中公文庫、1991年、新版2024年

太平洋戦争における日本軍の失敗を、さまざまな分野の専門家が分析した。
- 『知識創造企業』（竹内弘高と、梅本勝博訳）東洋経済新報社、1996年、改訂新版2020年

日本企業の分析を通じ、「ナレッジ・マネジメント」を経営学の世界で広めた。知識に関するさまざまな哲学的考察から書き起こし、企業の商品開発などにおける知識の活用を分析。SECIモデルなど多くの画期的な学説を提唱した。
- 『知識経営のすすめ　ナレッジマネジメントとその時代』紺野登と、ちくま新書（1999年）
- 『戦略の本質』（戸部良一、寺本義也、鎌田伸一、杉之尾孝生、村井友秀と）
  - 日本経済新聞社、2005年／日経ビジネス文庫、2008年、新版2024年。『失敗の本質』の発展編
- 『イノベーションの本質』勝見明と、日経BP社（2004年）
- 『イノベーションの実践理論』大薗恵美, 児玉充, 谷地弘安と。白桃書房（2006年）
- 『イノベーションの作法』勝見明と、日本経済新聞出版社（2007年）
- J.D.ニコラス空軍大佐、G.B.ピケット陸軍大佐、W.O.スピアーズ海軍大佐著、野中郁次郎監訳、谷光太郎訳『統合軍参謀マニュアル 新装版』白桃書房、2009年。ISBN 9784561245186。
- 『組織は人なり』平田透、磯村和人、咲川孝、成田康修、吉田久、坂井秀夫と（ナカニシヤ出版、2009年）
- 『流れを経営する』平田透、遠山亮子と、東洋経済新報社（2010年）
- 『イノベーションの知恵』勝見明と、日経BP社（2010年）
- 『日本企業にいま大切なこと』遠藤功と、PHP新書（2011年）
- 『経営は哲学なり』ナカニシヤ出版（2012年）。英題：The Philosophy-Creating Company。（弦間一雄、平田透、磯村和人、成田康修との共著）
- 『失敗の本質 戦場のリーダーシップ編』杉之尾宜生、戸部良一、山内昌之、菊澤研宗、河野仁、土居征夫と。ダイヤモンド社（2012年）。ISBN 4478021554
- 『ビジネスモデル・イノベーション』 徳岡晃一郎と共編著。東洋経済新報社（2012年）
- 『戦略論の名著　孫子、マキアヴェリから現代まで』編著、中公新書（2013年）
- 『実践ソーシャルイノベーション――知を価値に変えたコミュニティ・企業・NPO』平田透、廣瀬文乃と。千倉書房（2014年）
- 『国家経営の本質―大転換期の知略とリーダーシップ―』戸部良一、寺本義也と。日本経済新聞出版社、2014年。ISBN 4532169232。日経ビジネス人文庫、2020年
- 『全員経営　自律分散イノベーション企業成功の本質』勝見明と、日本経済新聞出版社（2015年）。日経ビジネス人文庫、2017年
- 『構想力の方法論　ビッグピクチャーを描け』紺野登と、日経BP社（2018年）
- 『知略の本質 戦史に学ぶ逆転と勝利』戸部良一・河野仁・麻田雅文と。日本経済新聞出版社（2019年）
- 『共感経営　「物語り戦略」で輝く現場』勝見明と、日本経済新聞出版（2020年）
- 『ワイズカンパニー: 知識創造から知識実践への新しいモデル』（竹内弘高と、黒輪篤嗣訳）東洋経済新報社（2020年）
- 『知徳国家のリーダーシップ』北岡伸一と。日本経済新聞出版（2021年）
- 『共感が未来をつくる　ソーシャルイノベーションの実践知』編著、千倉書房（2021年）
- 『『失敗の本質』を語る　なぜ戦史に学ぶのか』聞き手前田裕之。日経プレミアシリーズ新書（2022年）